# Перрітон (Техас)
Перрітон (англ. Perryton) — місто (англ. city) в США, в окрузі Очилтрі штату Техас. Населення — 8492 особи (2020).

## Географія
Перрітон розташований за координатами 36°23′37″ пн. ш. 100°47′49″ зх. д. / 36.39361° пн. ш. 100.79694° зх. д. (36.393567, -100.796866).  За даними Бюро перепису населення США в 2010 році місто мало площу 12,02 км², з яких 11,95 км² — суходіл та 0,06 км² — водойми.

### Клімат
| Клімат : Перрітон       | Клімат : Перрітон | Клімат : Перрітон | Клімат : Перрітон | Клімат : Перрітон | Клімат : Перрітон | Клімат : Перрітон | Клімат : Перрітон | Клімат : Перрітон | Клімат : Перрітон | Клімат : Перрітон | Клімат : Перрітон | Клімат : Перрітон | Клімат : Перрітон |
| Показник                | Січ.              | Лют.              | Бер.              | Квіт.             | Трав.             | Черв.             | Лип.              | Серп.             | Вер.              | Жовт.             | Лист.             | Груд.             | Рік               |
| Абсолютний максимум, °C | 27,2              | 33,3              | 35,6              | 38,3              | 41,1              | 45,0              | 44,4              | 41,1              | 41,1              | 38,9              | 33,3              | 25,6              | 45,0              |
| Середній максимум, °C   | 9,0               | 10,9              | 15,9              | 20,9              | 25,6              | 30,6              | 33,6              | 32,7              | 28,4              | 21,7              | 15,1              | 8,6               | 21,1              |
| Середня температура, °C | 0,9               | 2,6               | 7,2               | 12,0              | 17,3              | 22,6              | 25,4              | 24,8              | 20,3              | 13,5              | 6,7               | 1,1               | 12,9              |
| Середній мінімум, °C    | −7,2              | −5,6              | −1,6              | 3,1               | 9,1               | 14,6              | 17,3              | 16,9              | 12,2              | 5,4               | −1,7              | −6,4              | 4,7               |
| Абсолютний мінімум, °C  | −27,2             | −26,1             | −20,6             | −10,6             | −5                | 5,0               | 8,3               | 7,8               | −1,7              | −11,7             | −20               | −24,4             | −27,2             |
| Норма опадів, мм        | 12                | 16                | 44                | 46                | 75                | 84                | 79                | 67                | 47                | 46                | 22                | 21                | 559               |
| Днів з опадами          | 3,0               | 2,9               | 5,5               | 5,4               | 7,5               | 6,8               | 5,8               | 6,5               | 5,5               | 3,7               | 3,4               | 3,2               | 59,2              |
| Днів зі снігом          | 2,1               | 1,6               | 1,6               | 0,3               | 0,0               | 0,0               | 0,0               | 0,0               | 0,0               | 0,0               | 1,0               | 1,5               | 8,2               |
| ----------------------- | ----------------- | ----------------- | ----------------- | ----------------- | ----------------- | ----------------- | ----------------- | ----------------- | ----------------- | ----------------- | ----------------- | ----------------- | ----------------- |
| Джерело: NOAA           |                   |                   |                   |                   |                   |                   |                   |                   |                   |                   |                   |                   |                   |

## Демографія
Згідно з переписом 2010 року, у місті мешкали 8802 особи в 3081 домогосподарстві у складі 2310 родин. Густота населення становила 733 особи/км².  Було 3428 помешкань (285/км²).
Расовий склад населення:
| - 84,7 % — білих - 1,1 % — корінних американців - 0,4 % — чорних або афроамериканців - 0,3 % — азіатів - 11,2 % — осіб інших рас |

До двох чи більше рас належало 2,3 %. Частка іспаномовних становила 51,8 % від усіх жителів.
За віковим діапазоном населення розподілялося таким чином: 32,7 % — особи молодші 18 років, 57,4 % — особи у віці 18—64 років, 9,9 % — особи у віці 65 років та старші. Медіана віку мешканця становила 30,7 року. На 100 осіб жіночої статі у місті припадало 101,7 чоловіків;  на 100 жінок у віці від 18 років та старших — 97,5 чоловіків також старших 18 років.
Середній дохід на одне домашнє господарство  становив 65 609 доларів США (медіана — 50 482), а середній дохід на одну сім'ю — 75 211 долар (медіана — 56 950). Медіана доходів становила 49 834 долари для чоловіків та 26 698 доларів для жінок. За межею бідності перебувало 14,4 % осіб, у тому числі 16,7 % дітей у віці до 18 років та 9,6 % осіб у віці 65 років та старших.
Цивільне працевлаштоване населення становило 4446 осіб. Основні галузі зайнятості: сільське господарство, лісництво, риболовля — 25,0 %, освіта, охорона здоров'я та соціальна допомога — 15,0 %, роздрібна торгівля — 10,5 %, мистецтво, розваги та відпочинок — 8,8 %.